# Irakli Kobakhidze
Irakli Kobakhidze (georgisk: ირაკლი კობახიძე; født 25. september 1978) er en georgisk forfatningsjurist og politiker, som siden februar 2024 har været premierminister i Georgien.
Han var medlem af Georgiens parlament fra 2016 til 2024 og formand for parlamentet fra 2016 til 2019. Kobakhidze var formand for partiet Georgisk Drøm fra 2021 til 2024. Før han startede i politik var han lektor ved Tbilisis Statsuniversitet.
Fra 2020 til 2022 var Kobakhidze næstformand for Europarådets Parlamentariske Forsamling. Kobakhidzes udtalelser bliver ofte beskrevet ofte som "anti-europæiske" og "anti-amerikanske", fordi han siger, at Vesten presser Georgien ind i den russisk-ukrainske krig og til at "åbne en anden front" og andre lignende udtalelser.

## Tidligt liv, uddannelse og erhvervskarriere
Irakli Kobakhidze blev født 25. september 1978 i Tbilisi, dengang i Den Georgiske Socialistiske Sovjetrepublik i Sovjetunionen. Kobakhidzes far er fysikeren og politikeren Giorgi Kobakhidze (ka), som var medlem af Georgiens parlament for Nationaldemokratisk Parti, og på et tidspunkt parlamentets næstformand, og også medlem af Demokratisk Bevægelse – Forenet Georgien indtil 2015. Kobakhidze dimitterede fra det juridiske fakultet ved Tbilisis Statsuniversitet i 2000. Fra 2002 til 2006 fortsatte han sin juridiske uddannelse ved Heinrich-Heine-Universität Düsseldorf i Tyskland, hvor han fik en kandidatgrad i jura og en ph.d. i 2006.
Mellem 2000 og 2001 var han regional koordinator for det offentlige uddannelsesprojekt under United States Agency for International Development, og mellem 2006 og 2014 var han projektekspert og projektleder ved FN's Udviklingsprogram (UNDP). Mellem 2005 og 2012 var Kobakhidze lektor ved Tbilisis Statsuniversitet og lektor ved Kaukasus Universitet mellem 2011 og 2014. Han var medlem af den georgiske delegation til Europarådet mellem 2011 og 2012. Siden 2014 har han været lektor ved Tbilisis Statsuniversitet.

## Politisk karriere
I 2015 blev Kobakhidze udnævnt til eksekutivsekretær for Georgiens regeringsparti Georgisk Drøm, sammen med generalsekretær Kakha Kaladze. Som vicekampagneleder ved parlamentsvalget i 2016 og kampagneleder for kommunalvalget i 2017 spillede han en vigtig rolle i bemærkelsesværdige valgsucceser for partiet ved disse valg. I 2016 blev Kobakhidze valgt til det georgiske parlament på en partiliste under "Georgisk Drøm"-blokken og genvalgt ved parlamentsvalget i 2020.

### Formand for parlamentet (2016-2019)
Den 18. november 2016 blev han valgt til formand for Georgiens parlament med 118 stemmer for og 3 imod.
Under Kobakhidzes ledelse styrkede parlamentet sine internationale forbindelser: De parlamentariske forsamlinger for Georgien-Ukraine-Moldova og Georgien-Polen blev oprettet; strategiske samarbejdsaftaler blev underskrevet med en række af partnerlandenes parlamenter, såsom det polske parlament, det letiske Saeima, det usbekiske Oliy Majlis og den serbiske nationalforsamling.
I 2017 støttede han den foreslåede lov om kønskvotering, som ville betyde en større andel af kvinder i parlamentet.
På hans initiativ blev parlamentets plenarsal i april 2019 opkaldt efter Georgiens første demokratisk valgte præsident, Zviad Gamsakhurdia.

#### Forfatningsreform
Under hans ledelse gennemførte det georgiske parlament forfatningsreformer. Kobakhidze var formand for den statslige forfatningskommission, der udarbejdede Georgiens nye forfatning. Disse reformer etablerede et parlamentarisk regeringssystem i Georgien. De samme ændringer indførte et fuldt forholdstalsvalgsystem ved valg til Georgiens parlamentsvalg, reducerede præsidentens udøvende magt, afskaffede direkte præsidentvalg, og styrkede parlamentets rolle og oppositionens politiske rettigheder.

#### Afgang som parlamentsformand
Kobakhidze traf beslutningen om at trække sig fra formandsposten under de georgiske protester i 2019. Han fortsatte med at være medlem af parlamentet. Han blev efterfulgt af Archil Talakvadze.

### Formand for Georgisk Drøm
Den 11. januar 2021 blev Irakli Kobakhidze valgt som ny formand for partiet Georgisk Drøm.
Under den russiske invasion af Ukraine i 2022 udtrykte Kobakhidze støtte til Ukraine, fordømte Ruslands handlinger og kritiserede sekretæren for Ukraines Nationale Sikkerhedsråd, Oleksij Danilov, for at sige, at Georgien ville "hjælpe Ukraine meget" ved at "åbne en anden front" mod Rusland. Kobakhidze kritiserede ukrainske embedsmænd for at forfølge deres egne interesser på bekostning af Georgien og sagde, "at åbne en anden front" ville lette Ukraines situation, men bringe lidelse og ødelæggelse til Georgien, da Ruslands hær er betydeligt stærkere og bedre udrustet sammenlignet med Georgiens. Kobakhidze sagde, at Georgien havde de militære midler til at "gøre situationen værre for Rusland", men at det ville "ske på bekostning af Georgiens ødelæggelse". Kobakhidze uddybede senere, at der var en koordineret indsats fra "Det Global Krigsparti" for at trække Georgien ind i krigen.
I juni 2022 vedtog Europa-Parlamentet flere resolutioner mod den georgiske regering og nægtede at give Georgien status som kandidatland. Kobakhidze kritiserede disse handlinger og sagde, at de var påvirket af indsatsen fra dette "Globale Krigspartis" bestræbelser på at presse Georgien ind i krigen.
Kobakhidze erklærede, at Georgien ikke ville afvige fra sin vej mod EU-medlemskab, og at landet ville fortsætte processen med EU-integration, mens han opfordrede USA og EU til at "tage afstand fra opfordringer til Georgien om at gå i krig".

### Georgiens premierminister (fra 2024)
Den 29. januar 2024 rapporterede tv-kanalen Imedi, at Georgisk Drøm planlagde at nominere Kobakhidze som premierminister, hvilket blev bekræftet af Archil Talakvadze kort efter. Derefter annoncerede Irakli Garibashvili sin afgang som premierminister og accepterede et tilbud om at erstatte Kobakhidze som formand for Georgisk Drøm forud for parlamentsvalget, der skal afholdes senere på året.
Den 1. februar 2024 nominerede partiet Kobakhidze til at efterfølge ham som premierminister, og han blev bekræftet i stillingen ved en parlamentsafstemning den 8. februar, hvor 82 parlamentsmedlemmer støttede ham , og 10 parlamentsmedlemmer, stemte imod ham. Ved sin tiltrædelse sagde Kobakhidze, at hans regering ville fokusere på at afslutte den russiske besættelse af Sydossetien og Abkhasien og udrydde fattigdom. Samme dag udnævnte præsident Salome Zourabichvili ham ved dekret "for at undgå forhindringer i bekæmpelsen af katastrofen og for at træffe de nødvendige foranstaltninger". Kobakhidze udskiftede kun forsvarsministeren.

## Kritik
Kobakhidze er blevet beskyldt for "antieuropæisk" og "antiamerikansk" retorik på grund af sine påstande om, at Vesten forsøger at presse Georgien ind i den russisk-ukrainske krig og åbne en "anden front" for krig på georgisk territorium. I februar 2024, da Georgiens sikkerhedstjeneste annoncerede, at man havde fundet ukrainske sprængstoffer på georgisk territorium, gentog Kobakhidze sine påstande om, at Georgien bliver trukket ind i krig: "Dette bekræfter endnu en gang, hvad de højtstående embedsmænd i den ukrainske Regeringen åbent sagde, at de ønskede og sandsynligvis stadig ønsker: en anden front i vores land".

## Privatliv
Irakli Kobakhidze er gift med Natalia Motsonelidze, som han har to børn med.
Udover georgisk taler Kobakhidze engelsk, tysk og russisk.